# Tarnak Aw Jaldak (huyện)
Tarnak wa Jaldak là một huyện thuộc tỉnh Zabol, Afghanistan. Dân số thời điểm năm 1999 là 14,135 người.